# Неотінея обпалена
Неотіне́я обпа́лена, раніше відома як зозулине́ць обпа́лений (Neotinea ustulata) — багаторічна рослина родини зозулинцевих. Вид занесений до Червоної книги України, також має охоронний статус у багатьох країнах Європи. Декоративна і лікарська культура.

## Опис
Трав'яниста рослина 10-50 см заввишки, геофіт. Бульби парні, яйцеподібні, майже кулясті, з численними товстими коренями. Стебло тонке, голе, на дві третини улиснене. Прикореневі листки довгастоланцетні, зелені, 3-10 см завдовжки, 0,5-2 см завширшки, з добре помітними жилками, стеблові листки значно дрібніші, мають вигляд піхов.
Суцвіття — багатоквітковий, циліндричний, густий колос. Квітки дуже дрібні, з медовим запахом, у пуп'янках темно-бордові до майже чорних, після розквітання — біло-рожеві з червоними цятками. Внаслідок того, що квітки розкриваються не одночасно, а знизу вверх, усе суцвіття загалом має нерівномірне забарвлення: його нижня частина світла, а верхня виглядає значно темнішою, що відображено у назві цієї орхідеї. Губа завдовжки 5-8 мм, трилопатева, середня лопать перевищує бічні, до верхівки розширена і розділена на дві лопаті. Шпорець завдовжки 1-2 мм.
Число хромосом 2n = 42.

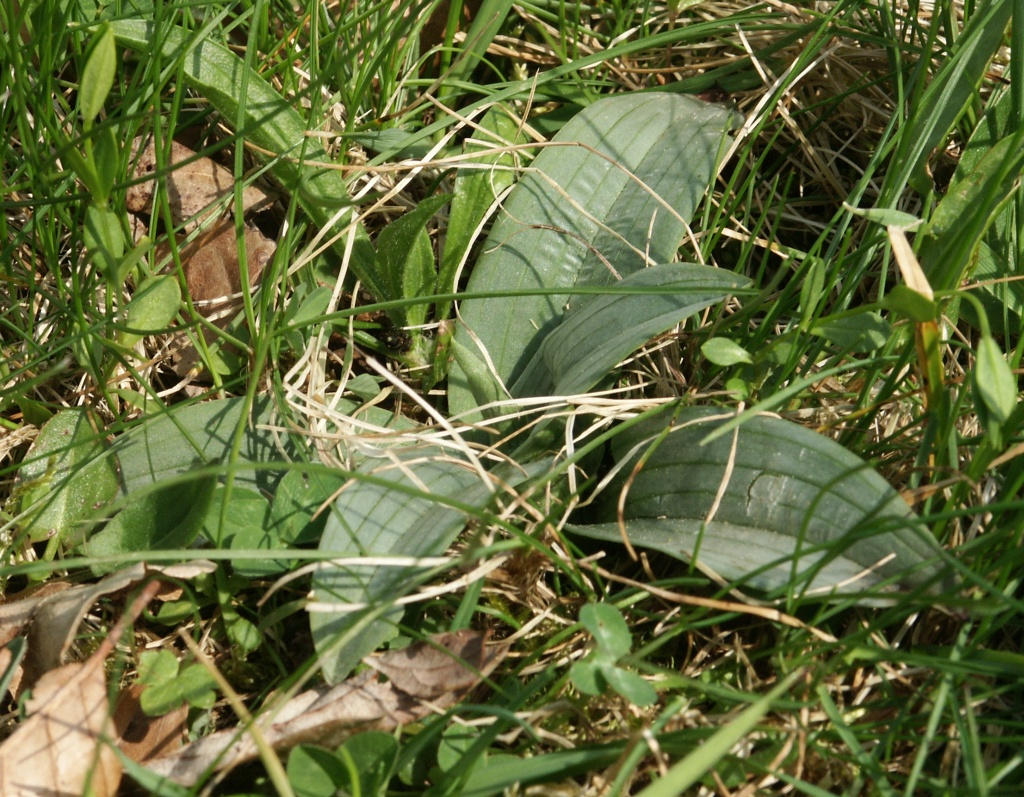
Листя
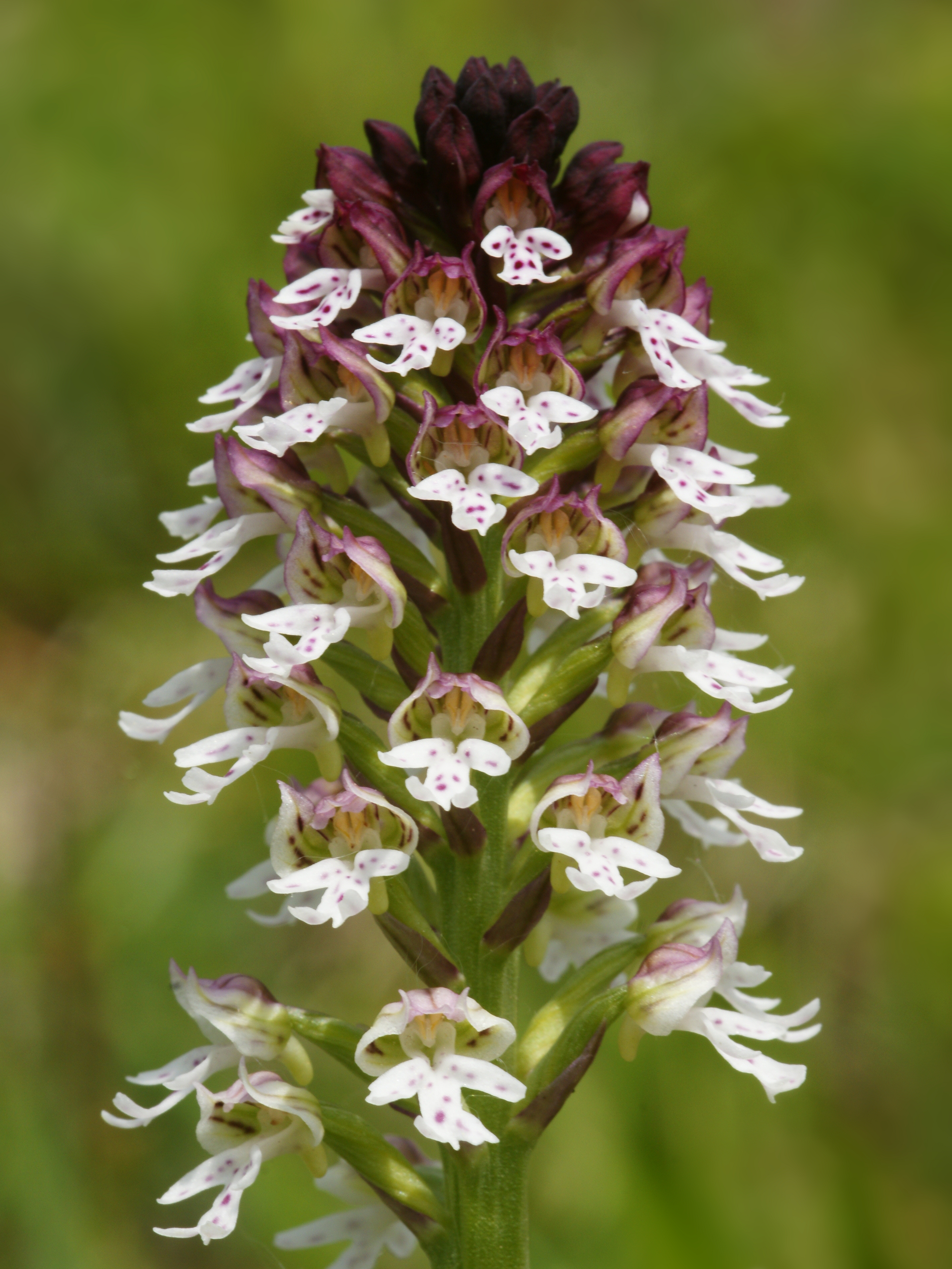
Суцвіття
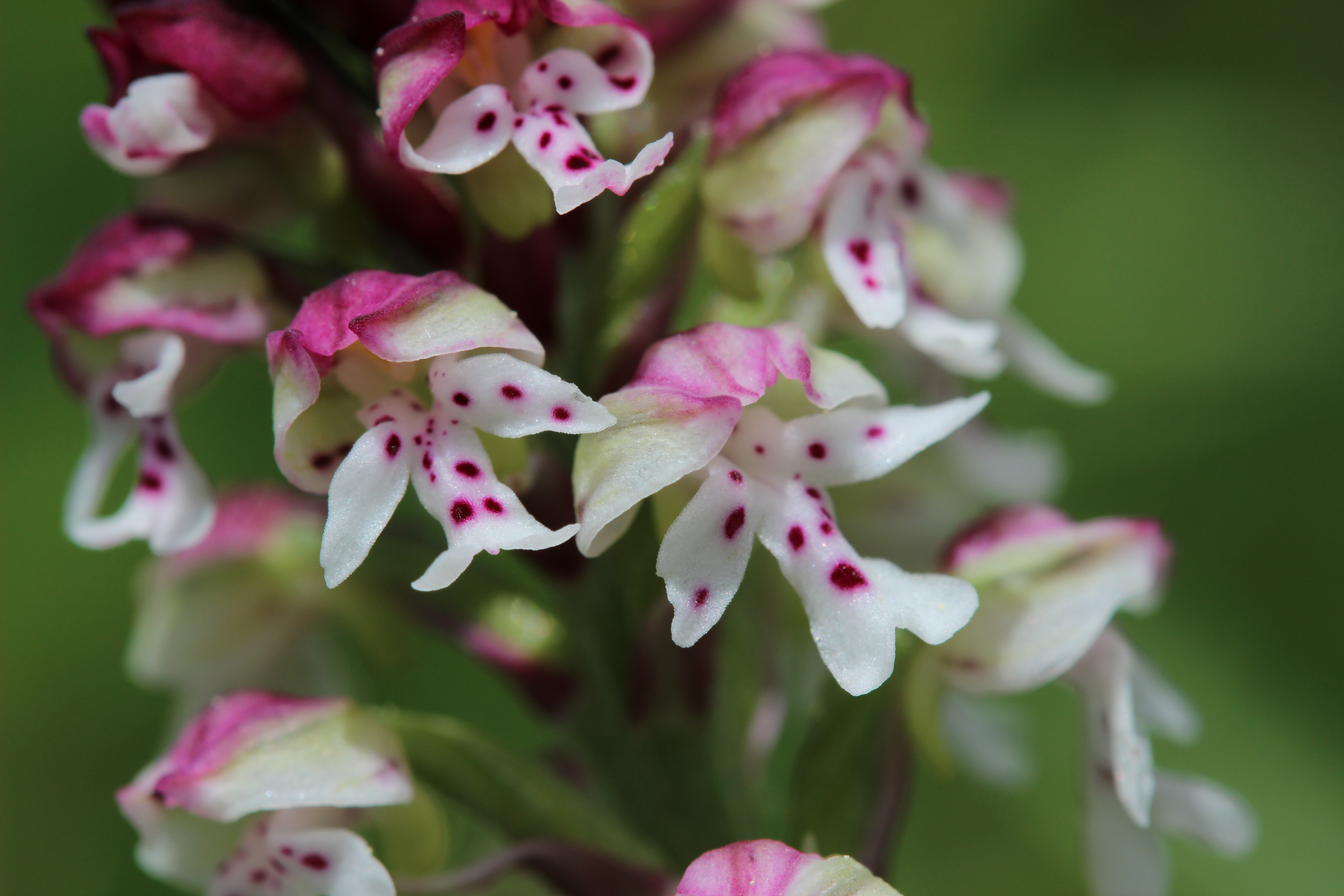
Квіти великим планом
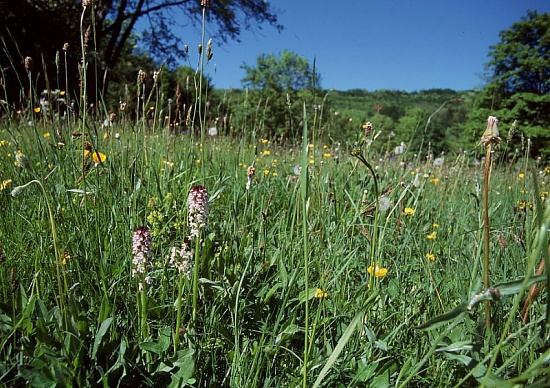
Неотінея обпалена у природному середовищі

## Екологія

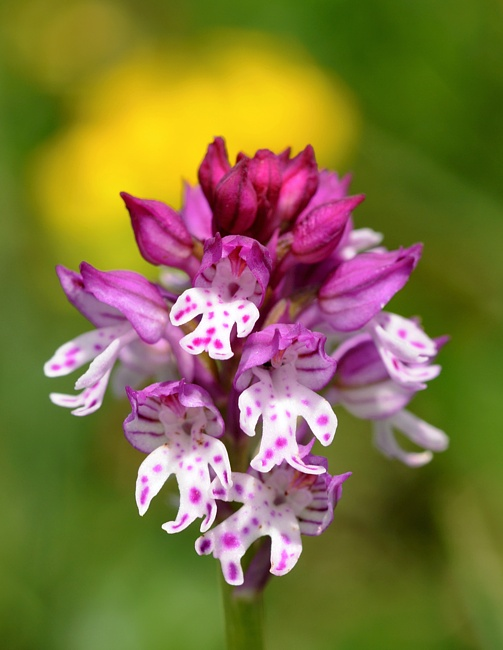
Суцвіття гібриду Neotinea × dietrichiana

Вид світлолюбний, морозостійкий, помірно вологолюбний. Зростає на сухих високотравних і вологих луках, гірських пасовищах, узліссях, по краям боліт, зрідка — у розріджених соснових і листяних лісах. В горах підіймається до висоти 2000—2500 м над рівнем моря. Віддає перевагу карбонатним нейтральним або лужним (рідше — кислим), добре аерованим ґрунтам з високим вмістом гумусу.
У зв'язку з величезною зоною розповсюдження цвітіння неотінеї обпаленої дуже розтягнуте. Так, номінальний підвид Neotinea ustulata var. ustulata на рівнинах починає цвісти наприкінці квітня, у горах — в червні, а підвид Neotinea ustulata var. aestivalis квітне лише у липні-серпні. Цвітіння однієї особини в середньому триває 3 тижні. Запилення відбувається за допомогою джмелів і мух. Плодоношення відбувається у серпні-вересні. Окрім насіннєвого, в культурі можливе і вегетативне розмноження ризореституційним способом.
Життєвий цикл цієї орхідеї складний і недостатньо досліджений. Оскільки крихітні насінини неотінеї не мають ендосперму, прорости вони можуть лише за умови зараження симбіотичним грибом, який стає постачальником поживних речовин на початку розвитку рослини. Перше цвітіння настає на 13-16-му році розвитку.
Відомі гібриди неотінеї обпаленої з Orchis lactea та неотінеєю тризубчастою.

## Поширення
Ареал неотінеї обпаленої охоплює практично всю Європу, де вона зростає від Скандинавського півострова на півночі до північної частини Піренейського півострова на півдні. У Середземномор'ї та Північній Африці ця орхідея трапляється дуже рідко. Крім того, вона зростає на Кавказі, у Туреччині й Західному Сибіру.
На теренах України вид розповсюджений досить нерівномірно. Найчастіше цю орхідею можна знайти у Карпатах, Прикарпатті, Розточчі, Опіллі, дещо рідше — у північній частині Поділля, у правобережному Поліссі. У степовій та лісостеповій смузі неотінея обпалена трапляється лише уздовж Дніпра.

## Значення і статус виду
Окрім української Червоної книги цю орхідею занесено до Червоних списків Німеччини, Польщі та Швейцарії, Червоних книг Литви, Латвії, Естонії, Росії, Білорусі, Додатку II Конвенції про міжнародну торгівлю видами дикої фауни та флори, що перебувають під загрозою зникнення (CITES). Популяції неотінеї обпаленої скорочуються через надмірне випасання, витоптування, руйнацію біотопів, осушення луків і боліт, заліснення, зривання квітів для букетів.
В садівництві використовується зрідка, переважно цю орхідею вирощують у ботанічних садах з демонстраційною метою.

## Систематика
До 1997 року неотінею обпалену відносили до роду Зозулинець. Наразі в межах таксона відомо лише 2 підвиди й 1 міжвидовий гібрид:
- Neotinea ustulata var. aestivalis
- Neotinea ustulata var. ustulata
- Neotinea × dietrichiana = Neotinea tridentata (L.) R.M. Bateman, Pridgeon & M.W. Chase (1997) × Neotinea ustulata (L.) R.M. Bateman, Pridgeon & M.W. Chase (1997)

## Синоніми
| - Odontorchis ustulata (L.) D.Tyteca & E.Klein - Orchis amoena Crantz - Orchis columnae F.W.Schmidt - Orchis hyemalis Raf. - Orchis imbricata Vest - Orchis parviflora Willd. - Orchis ustulata L. - Orchis ustulata f. elongata Zapal. - Orchis ustulata var. emarginata Zapal. | - Orchis ustulata f. emarginata (Zapal.) Soó - Orchis ustulata f. emarginata Zapal. - Orchis ustulata f. grandiflora Gaudin - Orchis ustulata f. integriloba (Sabr.) Soó - Orchis ustulata var. integriloba (Sabr.) Sabr. - Orchis ustulata var. leopoliensis Zapal. - Orchis ustulata f. leopoliensis (Zapal.) Soó - Orchis ustulata var. major Waisb. |